# Dorcadion czipkai
Dorcadion czipkai là một loài bọ cánh cứng trong họ Cerambycidae.